# The Bots
The Bots sind eine US-amerikanische Punk-Band aus Los Angeles.

## Geschichte
The Bots bestehen von Beginn an aus den Brüdern Mikaiah (Gitarre, Gesang) und Anaiah Lei (Schlagzeug). Ihr erstes Album nahmen sie 2009 im Alter von 15 bzw. 12 Jahren auf.
Es folgten Touren durch Amerika und Europa, u. a. mit Blur, Social Distortion, den Yeah Yeah Yeahs, Tenacious D oder Refused, zwei Teilnahmen an der Vans Warped-Tour und zahlreiche Festivalauftritte. 2014 traten The Bots in Deutschland auf dem Hurricane- und Southside-Festival sowie bei Rock am Ring, im Jahre zuvor, auf.

## Stil
Aufgrund ihrer minimalistischen Besetzung als Duo, die lediglich aus Gitarre und Schlagzeug besteht, werden The Bots häufig mit The Black Keys oder The White Stripes verglichen. Laut Auffassung des amerikanischen Magazins Rolling Stone spielen sie eine harte und melodische Mischung aus Punk und Blues („tough and melodic punk ’n’ blues“).

## Diskografie
Alben
- 2009: Self-Titled Album (Vital Records)
- 2014: Pink Palms (Fader Label)
- 2021: 2 Seater (Big Indie Records)

EPs
- 2010: Black and White Lights (Vital Records)
- 2011: Ladies & Gentlemen
- 2013: Sincerely Sorry (Fader Label)

Singles
- 2014: No One Knows (Fader Label)